# خمیستی
خمیستی (به عربی: خمیستی) یک شهرداری در الجزایر است که در استان تسمسیلت واقع شده‌است.